# Adesmus stellatus
Adesmus stellatus är en skalbaggsart som beskrevs av Maria Helena M. Galileo och Martins 2005. Adesmus stellatus ingår i släktet Adesmus och familjen långhorningar.
Artens utbredningsområde är Costa Rica. Inga underarter finns listade i Catalogue of Life.